# Allan Ganley
Allan Anthony Ganley (* 11. März 1931 in Tolworth, Surrey; † 29. März 2008 in Slough, Berkshire) war ein britischer Jazz-Schlagzeuger und Arrangeur.

## Leben und Wirken
Ganley war Autodidakt und begann seine Profikarriere Anfang der 1950er Jahre in der Danceband von Bert Ambrose. 1953 wurde er Mitglied von Johnny Dankworths Band, die damals eine der erfolgreichsten Gruppen des Modern Jazz in England war.
In den 1950er Jahren arbeitete Ganley außerdem mit Derek Smith, Dizzy Reece, Vic Ash, Ronnie Scott und in England gastierenden US-amerikanischen Musikern. 1956/1957 spielte er bei Jimmy Deuchar, am Ende der Dekade war er Co-Leader einer Band zusammen mit Ronnie Ross, The Jazzmakers.
Zu Beginn der 1960er Jahre arbeitete Ganley zumeist mit Tubby Hayes und später auch Joe Harriott, hatte eigene Formationen und mit einer gelegentlich zusammengestellten Big Band. Als Hausdrummer in Ronnie Scott’s Club spielte er mit zahlreichen Musikern wie Dizzy Gillespie, Stan Getz, Jim Hall, Freddie Hubbard und Rahsaan Roland Kirk. In den frühen 1970er Jahren studierte er am Berklee College of Music in Boston, Massachusetts, und kehrte dann nach Großbritannien zurück, um eine Big Band zu formieren, mit der er in den folgenden zehn Jahren sporadisch auftrat. In den 1970er/1980er Jahren wirkte Ganley bei zahllosen Radio-Konzerten und Aufnahme-Sessions mit, u. a. Digby Fairweather, Bud Freeman, Slim Gaillard, Brian Lemon, Dick Sudhalter und Al Haig.
1980 spielte er beim Trombone Summit in der Begleitband mit Horace Parlan und Mads Vinding mit den Posaunisten Albert Mangelsdorff, Kai Winding, Bill Watrous und Jiggs Whigham.
In den 1990er Jahren trat Ganley nach wie vor bei Club-Gastspielen und Festivals auf, spielte im Trio des Pianisten David Newton und war Begleitmusiker für Warren Vaché, Teddy Wilson, Ruby Braff und Tony Coe sowie für Sängerinnen wie Carol Kidd oder Blossom Dearie. Er leitete ein eigenes Trio mit Dave Cliff und Geoff Simkins (Live at the Station).
Als Arrangeur arbeitete Ganley u. a. für die BBC Radio Big Band.

## Diskographische Hinweise
- Tony Coe, Alan Barnes: Days of Wine and Roses (1998)

## Lexikalische Einträge
- John Chilton: Who’s Who of British Jazz. Continuum, London 2004, ISBN 0-8264-7234-6.